# Lothar Lutze
Lothar Lutze (* 7. September 1927 in Breslau; † 4. März 2015 in Berlin) war ein deutscher Indologe.

## Leben
Lothar Lutze studierte Anglistik, Germanistik und russische Philologie an der Freien Universität Berlin. Nach der Promotion an der FU Berlin am 13. April 1956 lehrte er als Professor am Südasien-Institut der Universität Heidelberg von 1965 bis 1992. Die indische Regierung zeichnete ihn 2006 erneut für die vierthöchste zivile Auszeichnung des Padma Shri für seine Beiträge zur indischen Literatur aus.

## Schriften (Auswahl)
- Zwölf Lektionen Hindi. Arbeitsheft für Anfänger. New Delhi 1966, OCLC 890116145.
- Feldarbeit. Wolfgang Fietkau Verlag, Berlin 1967, OCLC 916722.
- Linguistic Prospects of the Emergence of an Internal Contact Language for India. Heidelberg 1968, OCLC 20032840.
- Als wär die Freiheit wie ein Stein gefallen. Hindilyrik ider Gegenwart. Erdmann-Verlag, Herrenalb 1968.
- Hindi as a Second Language. Patterns and Grammatical Notes. New Delhi 1970, OCLC 933406452.
- Zur Lyrik Alokeranjan Dasguptas. Heidelberg 1971, OCLC 20780375.
- Hindi Writing in Post-colonial India. New Delhi 1985, OCLC 463447811.